# Canelomyia fumator
Canelomyia fumator là một loài ruồi trong họ Tachinidae.